# Лусколобий полоз
Полоз лусколобий (Spalerosophis) — рід неотруйних змій з родини Полозові (Colubridae).

## Таксономія
Рід Spalerosophis описано 1865 року, автор таксона — Джоджіо Ян. 
У складі роду розрізняють 6 видів.

## Опис
Загальна довжина представників цього роду досягає 160 см. За своїми морфологічними ознаками близькі до представників роду струнких полозів, в складі якого вони розглядалися протягом довгого часу. Від полозів роду Coluber вони відрізняються деякими особливостями лускатого покриву голови. Між передлобним й лобовими щитками, розділяючи їх 1—7 дрібних щиточками неправильної форми. Навколо очей лежать 10-13 лусочок різної форми, з яких нижні повністю відділяють їх від верхньогубних. Анальний щиток цілісний або розділений. Верхньощелепні зуби рівного розміру, їх рядок без діастеми (беззубого проміжку).
Забарвлення здебільшого сірого, бурого кольору.

## Спосіб життя
Полюбляють пустелі та напівпустелі. Активні вдень та вночі в залежності від кліматичних умов. Харчуються ящірками та гризунами.
Це яйцекладні змії. Самиці відкладають до 15 яєць.

## Розповсюдження
Мешкають у північній та північно-східній Африці, на Аравійському півострові, у Передній, Середній й Південній Азії до Афганістану, Пакистану і північної Індії на сході.

## Види
- Spalerosophis arenarius
- Spalerosophis atriceps — Полоз лусколобий чорноголовий
- Spalerosophis diadema — Полоз діадемовий
- Spalerosophis dolichospilus
- Spalerosophis josephscorteccii
- Spalerosophis microlepis